# Ariel Rojas
Ariel Mauricio Rojas (Garín, Buenos Aires, Argentina; 16 de enero de 1986) es un exfutbolista y dirigente deportivo argentino que jugaba como mediocampista. Actualmente se encuentra trabajando como director deportivo en Belgrano de Córdoba.

## Trayectoria

### Vélez Sarsfield
Rojas comenzó su carrera profesional jugando para Vélez Sarsfield de la Primera División. Hizo su debut en el campeonato como suplente el 26 de agosto de 2007 en una victoria local 4-2 ante Gimnasia y Esgrima de Jujuy. Solo jugó tres veces para Vélez, todas apariciones como suplente.

### Godoy Cruz

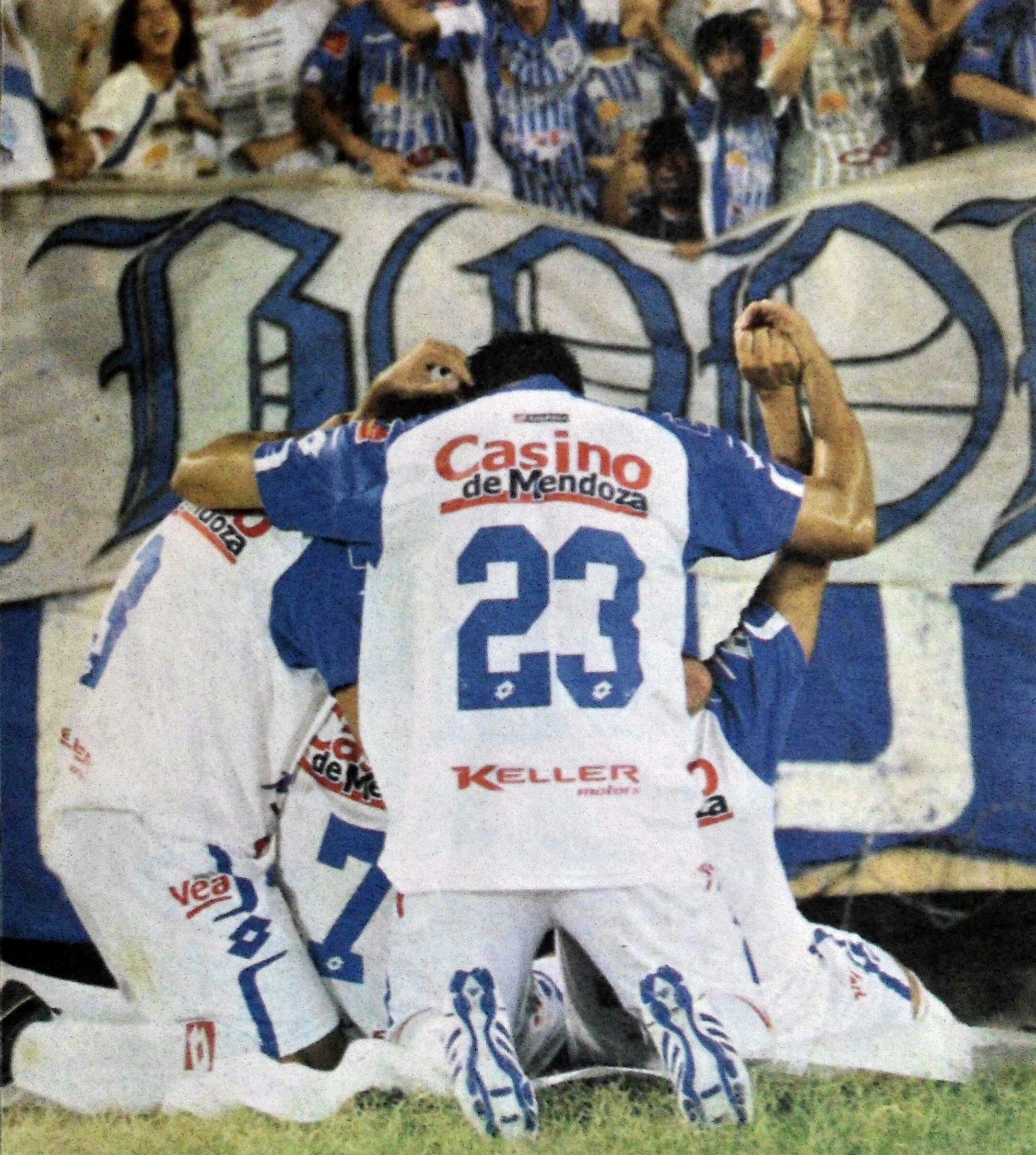
Rojas celebrando un gol con sus compañeros.

En 2008 Godoy Cruz compró parte del pase de Rojas a Vélez Sarsfield. La mayor parte de su carrera fue en el "Tomba" mendocino. Alcanzó muy buenos rendimientos por lo que equipos grandes pusieron sus ojos en él. En el año 2011, fue homenajeado por llegar a los 100 partidos en torneos de AFA con la camiseta del "Bodeguero".

### River Plate
En julio de 2012, es traspasado a River Plate, que le compra el 100% de su pase en 2.500.000 dólares, luego de largas negociaciones.
La llegada de Ramón Díaz a la dirección técnica del Club, le dio a Ariel un nuevo aire. Logró la titularidad en el primer equipo durante el Torneo Final 2014 donde River Plate se coronó campeón, lo que significó el primer título en la carrera de Ariel y el trigesimoquinto título del club a nivel local. Luego con la repentina ida de Ramón Díaz, y la llegada de Marcelo Gallardo logró su mejor rendimiento en el club, en este ciclo consiguió ganar la Copa Sudamericana 2014, Recopa Sudamericana 2015 y disputó hasta los cuartos de final de la Copa Libertadores 2015, con una gran actuación para vencer al Cruzeiro de Belo Horizonte, ese fue su último partido en el club de nuñez.
Su primer gol en el club se lo marcó a Independiente, en la victoria de su equipo por 4-1 correspondiente a la octava fecha del Torneo Transición 2014. También le convertiría a Atlético de Rafaela por el mismo torneo para darle la victoria a su equipo 2-1.

### Cruz Azul
En junio de 2015 vence su vínculo con River Plate y pasa a ser fichado por el conjunto mexicano Cruz Azul. Luego de malos resultados y la llegada de un nuevo entrenador en enero de 2017, decidió rescindir el contrato con la máquina cementera al enterarse de que no iba a ser prioridad para el nuevo entrenador del equipo mexicano.

### River Plate
En febrero de 2017 después de rescindir su contrato con Cruz Azul para volver a River Plate como jugador libre firmando un vínculo de dos años y medio con el club de Núñez. Con su vuelta River logró un equilibrio en el medio del campo y consiguió una estabilidad para pelear hasta el final el torneo con Boca Juniors.
Desde fines de 2017 y a partir de 2018, a raíz de algunas lesiones fue perdiendo terreno en el primer equipo, pasando de ser un jugador clave a prácticamente no ser considerado por el D.T. Marcelo Gallardo, jugando solamente 1 partido completo en el primer semestre del año (vs. Arsenal de Sarandí).
En junio de 2018 se anuncia la rescisión del contrato del jugador con River Plate, quedando con el pase en su poder.

## Selección nacional
Su primera citación llegó el 15 de noviembre de 2010 cuando Sergio Batista lo convocó para entrenarse en el predio de Ezeiza, teniéndolo en cuenta como parte de la selección local.

## Estadísticas

### Clubes
- Actualizado hasta el 4 de octubre de 2019.

| Club | Div.                | Temporada           | Liga  | Liga  | Liga   | Copas Nacionales(1) | Copas Nacionales(1) | Copas Nacionales(1) | Torneos Internacionales(2) | Torneos Internacionales(2) | Torneos Internacionales(2) | Total | Total | Total  |
| Club | Div.                | Temporada           | Part. | Goles | Asist. | Part.               | Goles               | Asist.              | Part.                      | Goles                      | Asist.                     | Part. | Goles | Asist. |
| --- | ------------------- | ------------------- | ----- | ----- | ------ | ------------------- | ------------------- | ------------------- | -------------------------- | -------------------------- | -------------------------- | ----- | ----- | ------ |
| Vélez Sarsfield Argentina | 1.ª                 | 2007                | 3     | 0     | 0      | -                   | -                   | -                   | 0                          | 0                          | 0                          | 3     | 0     | 0      |
| Vélez Sarsfield Argentina | Total club          | Total club          | 3     | 0     | 0      | -                   | -                   | -                   | 0                          | 0                          | 0                          | 3     | 0     | 0      |
| Godoy Cruz Argentina |                     |                     |       |       |        |                     |                     |                     |                            |                            |                            |       |       |        |
| 2.ª | 2008                | 16                  | 0     | 0     | -      | -                   | -                   | -                   | -                          | -                          | 16                         | 0     | 0     |        |
| 1.ª | 2008-09             | 33                  | 0     | 1     | -      | -                   | -                   | -                   | -                          | -                          | 33                         | 0     | 1     |        |
| 1.ª | 2009-10             | 38                  | 3     | 0     | -      | -                   | -                   | -                   | -                          | -                          | 38                         | 3     | 0     |        |
| 1.ª | 2010-11             | 33                  | 4     | 7     | -      | -                   | -                   | 5                   | 1                          | 1                          | 38                         | 5     | 8     |        |
| 1.ª | 2011-12             | 37                  | 3     | 5     | 0      | 0                   | 0                   | 9                   | 0                          | 2                          | 46                         | 3     | 7     |        |
| Total club | Total club          | 157                 | 10    | 13    | 0      | 0                   | 0                   | 14                  | 1                          | 3                          | 171                        | 11    | 16    |        |
| River Plate Argentina |                     |                     |       |       |        |                     |                     |                     |                            |                            |                            |       |       |        |
| 1.ª | 2012-13             | 30                  | 0     | 3     | 0      | 0                   | 0                   | -                   | -                          | -                          | 30                         | 0     | 3     |        |
| 1.ª | 2013-14             | 27                  | 0     | 1     | 1      | 0                   | 0                   | 3                   | 0                          | 0                          | 31                         | 0     | 1     |        |
| 1.ª | 2014                | 16                  | 2     | 4     | 2      | 0                   | 0                   | 10                  | 0                          | 1                          | 28                         | 2     | 5     |        |
| 1.ª | 2015                | 13                  | 0     | 2     | 2      | 0                   | 0                   | 8                   | 0                          | 1                          | 23                         | 0     | 3     |        |
| 1.ª | 2017                | 16                  | 1     | 1     | -      | -                   | -                   | 4                   | 0                          | 0                          | 20                         | 1     | 1     |        |
| 1.ª | 2017-18             | 8                   | 0     | 0     | 6      | 0                   | 2                   | 6                   | 0                          | 0                          | 20                         | 0     | 2     |        |
| Total club | Total club          | 110                 | 3     | 11    | 11     | 0                   | 2                   | 31                  | 0                          | 2                          | 152                        | 3     | 15    |        |
| Cruz Azul · México | 1.ª                 | 2015-16             | 29    | 1     | 3      | 7                   | 0                   | 0                   | -                          | -                          | -                          | 36    | 1     | 3      |
| Cruz Azul · México | 1.ª                 | 2016                | 13    | 0     | 0      | 7                   | 0                   | 0                   | -                          | -                          | -                          | 20    | 0     | 0      |
| Cruz Azul · México | Total club          | Total club          | 42    | 1     | 3      | 14                  | 0                   | 0                   | -                          | -                          | -                          | 56    | 1     | 3      |
| San Lorenzo Argentina | 1.ª                 | 2018-19             | 13    | 0     | 0      | 5                   | 0                   | 0                   | 4                          | 0                          | 0                          | 22    | 0     | 0      |
| San Lorenzo Argentina | Total club          | Total club          | 13    | 0     | 0      | 5                   | 0                   | 0                   | 4                          | 0                          | 0                          | 22    | 0     | 0      |
| Atlético Tucumán Argentina | 1.ª                 | 2019-20             | 20    | 0     | 1      | 1                   | 0                   | 0                   | 3                          | 0                          | 0                          | 24    | 0     | 1      |
| Atlético Tucumán Argentina | Total club          | Total club          | 20    | 0     | 1      | 1                   | 0                   | 0                   | 3                          | 0                          | 0                          | 24    | 0     | 1      |
| Total en su carrera | Total en su carrera | Total en su carrera | 335   | 14    | 27     | 31                  | 0                   | 2                   | 49                         | 1                          | 5                          | 414   | 15    | 34     |
| (1) Las copas nacionales se refiere a la Copa Argentina, Supercopa Argentina y Copa México. (2) Las copas internacionales se refiere a la Copa Sudamericana, Recopa Sudamericana y Copa Libertadores. |                     |                     |       |       |        |                     |                     |                     |                            |                            |                            |       |       |        |

### Selección
La siguiente tabla detalla los encuentros disputados por Ariel Rojas en la selección argentina absoluta.
| \| Fecha \| Ciudad \| Local \| Resultado \| Visitante \| Competencia \| Goles \| Asist. \| \| ---------- \| ------------- \| ---------- \| --------- \| --------- \| ------------------- \| ----- \| ------ \| \| 2011-03-16 \| San Juan \| Argentina \| 4:1 \| Venezuela \| Amistoso \| 0 \| 0 \| \| 2011-04-20 \| Mar del Plata \| Argentina \| 2:2 \| Ecuador \| Amistoso \| 0 \| 0 \| \| 2011-05-25 \| Resistencia \| Argentina \| 4:2 \| Paraguay \| Amistoso \| 0 \| 0 \| \| Total \| \| Presencias \| 3 \| \| Goles y asistencias \| 0 \| 0 \| |               |            |           |           |                     |       |        |
| Fecha | Ciudad        | Local      | Resultado | Visitante | Competencia         | Goles | Asist. |
| 2011-03-16 | San Juan      | Argentina  | 4:1       | Venezuela | Amistoso            | 0     | 0      |
| 2011-04-20 | Mar del Plata | Argentina  | 2:2       | Ecuador   | Amistoso            | 0     | 0      |
| 2011-05-25 | Resistencia   | Argentina  | 4:2       | Paraguay  | Amistoso            | 0     | 0      |
| Total |               | Presencias | 3         |           | Goles y asistencias | 0     | 0      |

### Resumen estadístico
|                        | Partidos | Goles | Promedio | Asistencias | Promedio |
| ---------------------- | -------- | ----- | -------- | ----------- | -------- |
| Liga                   | 326      | 14    | 0,05     | 27          | 0,05     |
| Copas nacionales       | 30       | 0     | 0,00     | 2           | 0,05     |
| Copas internacionales  | 49       | 1     | 0,03     | 5           | 0,10     |
| Selección de Argentina | 3        | 0     | 0,00     | 0           | 0,00     |
| Total                  | 409      | 15    | 0,04     | 34          | 0,06     |

## Palmarés

### Campeonatos nacionales
| Título              | Club        | País      | Año  |
| ------------------- | ----------- | --------- | ---- |
| Primera División    | River Plate | Argentina | 2014 |
| Copa Campeonato     | River Plate | Argentina | 2014 |
| Copa Argentina      | River Plate | Argentina | 2017 |
| Supercopa Argentina | River Plate | Argentina | 2017 |
| Primera Nacional    | Belgrano    | Argentina | 2022 |

### Campeonatos internacionales
| Título              | Club        | Sede         | Año  |
| ------------------- | ----------- | ------------ | ---- |
| Copa Sudamericana   | River Plate | Buenos Aires | 2014 |
| Recopa Sudamericana | River Plate | Buenos Aires | 2015 |
| Copa Libertadores   | River Plate | Buenos Aires | 2015 |
| Copa Libertadores   | River Plate | Madrid       | 2018 |

### Otros logros
| Ascenso                    | Club       | Sede    | Año     |
| -------------------------- | ---------- | ------- | ------- |
| Ascenso a Primera División | Godoy Cruz | Quilmes | 2007/08 |